# Estadio Monumental de la UNA
El Estadio Monumental de la UNA pertenece a la Universidad Nacional del Altiplano y cuenta con un aforo máximo de 20 000 personas. Al culminar su construcción tiene proyectado ampliar la capacidad del estadio hasta 25 000 personas (tribuna norte pendiente de construcción). Actualmente se encuentra  habilitado para eventos deportivos y otros eventos autorizados por la Universidad Nacional del Altiplano.

## Historia
Su construcción se inició en 2013 con un presupuesto inicial de 48 millones de soles.
Se proyecta a ser el estadio más moderno y de mayor capacidad de la región de Puno, se tenía pensado utilizar el estadio como sede del Deportivo Binacional, sin embargo no se alcanzó los plazos previstos del proyecto inicial ampliándose la fecha de término de la construcción. La Comisión de estadios de la FPF, visitó al estadio, sugirió en modificar las medidas del campo de juego aumentando el ancho a 75 metros que es lo que se acostumbra en competiciones internacionales al encontrarse en plena construcción (acabados de ambientes) y no haberse instalado el grass natural del estadio esto sería factible.
De todas maneras el estadio fue inscrito por Deportivo Binacional como su sede alterna para el campeonato de la Liga 1. El rector de la primera casa superior de estudios, Porfirio Enriquez Salas, señaló que la obra deportiva será inaugurada en el mes de octubre, para lo cual al momento se viene haciendo la colocación de los techos en las tribunas oriente y occidente. Con respecto a la construcción de la tribuna norte, el residente de obra Darwin Deza, informó que este será parte de otro proyecto y que en el perfil inicial no está contemplado este sector.
Los directivos del equipo local Club Deportivo Alfonso Ugarte tras una reunión con las autoridades de la universidad llegaron a la conclusión de utilizar el estadio para el torneo profesional de la liga 2 dándose el partido inaugural el 10 de abril del 2022.  
Para el 2024 en este estadio se desarrollara el concurso de danzas autóctonas  en la Fiesta de la Candelaria (Puno)

### Primer partido profesional
| Fecha      | Local          | Resultado | Visitante      | Competición |
| ---------- | -------------- | --------- | -------------- | ----------- |
| 10-04-2022 | Alfonso Ugarte | 1 - 1     | Unión Comercio | Liga 2 2022 |